# Сосистрат Сиракузский
Сосистрат Сиракузский (др.-греч. Σωσίστρατος, IV век до н. э. — 314 год до н. э.) — античный политик в Сиракузах. Занимал ведущие позиции в период правления олигархов из «Совета шестисот» между смертью Тимолеонта (337 год до н. э.) и приходом к власти Агафокла (317 год до н. э.).
История о том, как Сосистрат достиг власти, содержалась в «Исторической библиотеке» Диодора Сицилийского. Именно этот фрагмент рукописи утрачен. В дошедших до современников частях сочинения содержится утверждение о том, что «Сосистрат с Гераклидом провели большую часть своей жизни в заговорах, убийствах, и в непочтительности к богам».
Сосистрат руководил армией, которую Сиракузы направили на помощь олигархам Кротона в их борьбе с местным демосом и бруттиями. После возвращения из похода один из хилиархов (военачальников, руководивших тысячей солдат) Агафокл обвинил Сосистрата в стремлении к тирании. Агафокл переоценил свои силы и проиграл, после чего был вынужден бежать из города.
В 322 году до н. э. Сосистрат руководил военной кампанией против Регия. На помощь осаждённому городу пришёл Агафокл со своей армией наёмников. Сосистрат был вынужден отступить. Военная неудача обострила внутриполитические противоречия в Сиракузах. Сосистрат был изгнан, после чего начал военные действия против родного города. У Диодора приведен эпизод военного столкновения между отрядами Агафокла и Сосистрата, в котором последний победил, хоть и не смог полностью уничтожить войско соперника. Жители Сиракуз пригласили из Коринфа стратега Акесторида, чтобы тот уладил их проблемы. Коринфянин принял сторону аристократов. Сосистрат вернулся в город, однако вскоре был вновь изгнан.
В 317 году до н. э. Агафокл получил в Сиракузах неограниченную власть. Часть аристократов была убита, однако большинству удалось спастись бегством. В последующей войне Сосистрат был одним из наиболее выдающихся сиракузских изгнанников. Приглашённый из Спарты, главнокомандующий в войне против Агафокла царевич Акротат во время пира приказал убить Сосистрата. Причины такого поступка со стороны Акротата до конца не ясны. Диодор Сицилийский предполагает, что Сосистрат с его опытом и уважением среди изгнанников мог препятствовать злоупотреблениям со стороны Акротата. Событие произошло в 314 году до н. э.